# Causeway Coastal Route

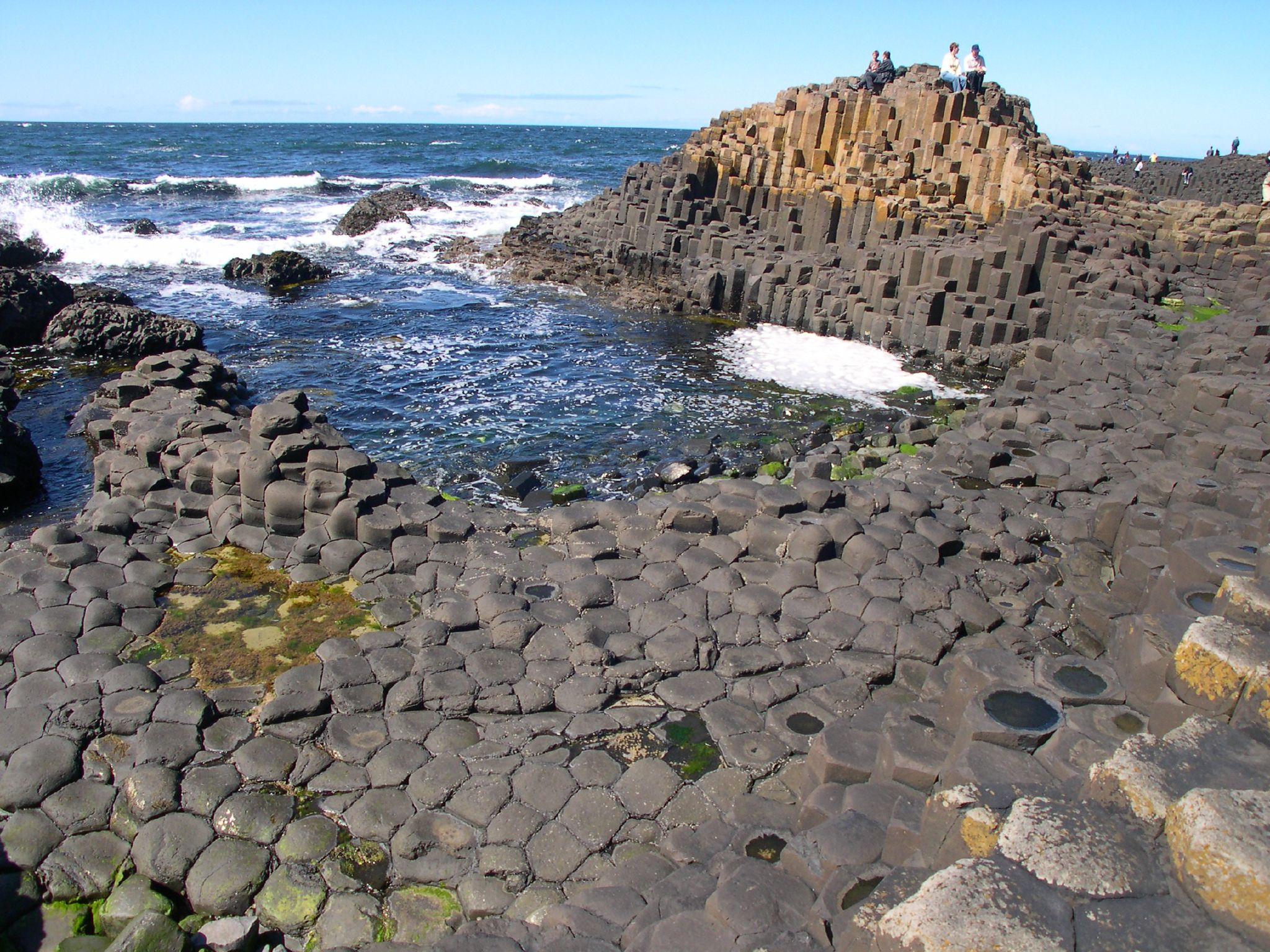

De Causeway Coastal Route is een toeristische autoroute in Noord-Ierland. De bewegwijzerde route loopt van Belfast naar Derry/Londonderry. De Causeway Coastal Route verbindt de Wild Atlantic Way met de Mourne Coastal Route via de noordkust van Ierland. De route loopt langs Dunluce Castle, de Touwbrug van Carrick-a-Rede en de Giant's Causeway.